# Linea R4
La linea R4 delle Rodalies de Catalunya è una linea di trasporto ferroviario suburbano facente parte della rete di Barcellona e che collega la stazione di Sant Vicenç de Calders a quella di Manresa, passando per Barcellona Sants.

## Storia
La storia della linea R4 tra Manresa, Barcellona e Sant Vicenç de Calders si può scomporre in due fasi differenti che corrispondono rispettivamente alla tratta tra Manresa e Barcellona e a quella tra Barcellona e Sant Vicenç de Calders.
La storia della linea Barcellona-Sant Vicenç de Calders inizia nel 1854 con l'inaugurazione del primo tratto di ferrovia da Barcellona a Martorell, che aveva come terminali la vecchia stazione di Plaça de Catalunya e quella di Molins de Rei ma già nel 1856 arrivava fino alla stazione provvisoria di Martorell situata prima del fiume Llobregat; nel 1859 entrò in servizio la stazione definitiva di Martorell, al di là del fiume. In seguito la linea fu prolungata fino a Tarragona (1865) e il percorso di ingresso a Barcellona fu modificato, passando in corrispondenza del carrer d'Aragó per arrivare alla stazione di Francia. La linea fu poi ampliata e modernizzata con il raddoppio dei binari e l'elettrificazione
La linea Manresa-Barcellona è legata allo sviluppo della linea Barcellona-Lleida, il cui primo tratto tra Montcada e Sabadell fu aperto nel 1855. In seguito entrarono in servizio le tratte Sabadell-Terrassa (1856), Terrassa-Manresa (1859) per poi arrivare infine a Lleida (1860). Nel 1862 fu realizzata una nuova linea diretta tra Montcada e la stazione di Barcellona-Nord, in aggiunta a quella già esistente che passava per Granollers. Anche questa tratta fu poi modernizzata, prima con l'elettrificazione (1928) e infine con il prolungamento in sotterranea fino a Plaça de Catalunya.
Nel 1980, con la creazione delle Cercanías, la linea venne riclassificata nell'ambito della nuova organizzazione e numerata C4, dove la C indicava il servizio di Cercanías, ma i treni venivano identificati anche con il numero R4 (secondo la denominazione "Rodalies" utilizzata per il servizio in Catalogna) per cui coesistevano entrambe le numerazioni. Dal 1º gennaio 2010, con il passaggio del servizio alla Generalitat de Catalunya e la costituzione delle Rodalies de Catalunya la linea è contraddistinta esclusivamente come R4.

## Caratteristiche
La linea è lunga 143 km e ferma in 39 stazioni. Il servizio trasporta mediamente 134 213 viaggiatori al giorno (nei giorni feriali) con 162 corse operate da treni Renfe Serie 447.
Sono presenti interscambi con le linee R1, R2, R3 e R7 e le linee regionali delle Rodalies de Catalunya, con i treni dell'alta velocità e le linee a lunga percorrenza, con le linee operate da FGC, con la metropolitana di Barcellona, con il Trambaix e con la funicolare di Gelida.
Il servizio utilizza le seguenti linee:
- linea Barcellona-Manresa-Lleida tra Barcellona e Manresa.
- linea Barcellona-Vilafranca-Tarragona tra Barcellona e Sant Vicenç de Calders.

Le stazioni terminali sono Sant Vicenç de Calders, Vilafranca del Penedès, Martorell o L'Hospitalet de Llobregat a sud; Montcada Bifurcació, Terrassa o Manresa a nord.

## Percorso
|  |  | Continuation backward + Unknown route-map component "STRc2" | Unknown route-map component "d-CONT3" |  |

|  |  | Unknown route-map component "ABZg+1" | Unknown route-map component "STRc4" |  |

|  |  | Station on track |

|  | Unknown route-map component "CONTgq" | Unknown route-map component "ABZgr" |  |  |

|  |  | Stop on track |

|  |  | Stop on track + Unknown route-map component "STRc2" | Unknown route-map component "CONT3" |  |

|  | Unknown route-map component "STRc2" | Unknown route-map component "KRZ3+1u" | Unknown route-map component "STRc4" |  |

|  | Unknown route-map component "STR+1" | Stop on track + Unknown route-map component "STRc4" |  |  |

| Unknown route-map component "exCONTgq" | Unknown route-map component "eKRZu" | Unknown route-map component "eABZg+r" |  |  |

|  | Unknown route-map component "tSTRa" | Unknown route-map component "tSTRa" |  |  |

|  | Unknown route-map component "tSTR" | Unknown route-map component "tBHF" |  |  |

|  | Unknown route-map component "tSTRe" | Unknown route-map component "tSTRe" |  |  |

|  | Unknown route-map component "eBHF" | Straight track |  |  |

|  | Straight track | Stop on track |  |  |

|  | Straight track | Stop on track |  |  |

|  | Unknown route-map component "STR2" | Stop on track + Unknown route-map component "STRc3" |  |  |

|  | Unknown route-map component "STRc1" | Unknown route-map component "KRZ2+4u" | Unknown route-map component "STRc3" |  |

|  |  | Interchange on track + Unknown route-map component "STRc1" | Unknown route-map component "CONT4" |  |

|  |  | Junction both to and from left | Unknown route-map component "CONTfq" |  |

|  |  | Unknown route-map component "eABZgl+l" | Unknown route-map component "exSTR+r" |  |

|  |  | Unknown route-map component "tSTRa" | Unknown route-map component "extSTRa" |  |

|  |  | Unknown route-map component "tSTR" | Unknown route-map component "extBHF" |  |

|  |  | Unknown route-map component "tSTR" | Unknown route-map component "extABZgl" | Unknown route-map component "extCONTfq" |

|  |  | Unknown route-map component "tSTRe" | Unknown route-map component "extSTRe" |  |

|  |  | Unknown route-map component "eKRWg+l" | Unknown route-map component "exKRWr" |  |

|  |  | Interchange on track |

|  | Transverse water | Unknown route-map component "hKRZWae" | Transverse water |  |

|  |  | Stop on track |

|  |  | Junction both to and from left | Unknown route-map component "CONTfq" |  |

|  |  | Unknown route-map component "STR+c2" | Unknown route-map component "CONT3" |  |

|  | Unknown route-map component "STRc2" | Unknown route-map component "KRZ3+1u" | Unknown route-map component "STRc4" |  |

|  | Unknown route-map component "CONT1" | Stop on track + Unknown route-map component "STRc4" |  |  |

|  |  | Stop on track |

|  |  | Stop on track |

|  |  | Stop on track |

|  | Urban railway | Interchange on track |  |  |

|  |  | Interchange on track |

| Unknown route-map component "CONTgq" | Unknown route-map component "STR+r" | Straight track |  |  |

| Unknown route-map component "tCONT2" | Unknown route-map component "eBHF" + Unknown route-map component "HUBaq" | Unknown route-map component "eBHF" + Unknown route-map component "HUBeq" |  |  |

|  | Unknown route-map component "KRZ2+4u" + Unknown route-map component "STRc4" | Straight track |  |  |

|  | Straight track | Unknown route-map component "KRZ2+4u" |  |  |

|  | Straight track | Straight track | Unknown route-map component "tSTR+4" |  |

|  | Unknown route-map component "tSTRa" | Unknown route-map component "tSTRa" | Unknown route-map component "tSTR" |  |

|  | Unknown route-map component "tINT-L" | Unknown route-map component "tINT-M" | Unknown route-map component "tINT-R" |  |

|  | Unknown route-map component "tSTR" | Unknown route-map component "tSTR" | Unknown route-map component "tCONTf" |  |

| Unknown route-map component "utSTRc2" | Unknown route-map component "tSTR" + Unknown route-map component "utSTR3+l" | Unknown route-map component "mtKRZt" | Unknown route-map component "utCONTfq" |  |

| Unknown route-map component "utCONT1" + Unknown route-map component "lINT-L" | Unknown route-map component "tINT-R" + Unknown route-map component "utSTRc4" | Unknown route-map component "tSTR" |  |  |

|  | Unknown route-map component "tSTR" | Unknown route-map component "tINT" |  |  |

|  | Unknown route-map component "tINT" | Unknown route-map component "tSTR" |  |  |

| Unknown route-map component "tKBHFa@f" | Unknown route-map component "tSTR" | Unknown route-map component "tSTR" |  |  |

| Unknown route-map component "tKRWgl" | Unknown route-map component "tKRWg+r" | Unknown route-map component "tSTR" |  |  |

| Unknown route-map component "tSTRl" | Unknown route-map component "tSTRq" + Unknown route-map component "tABZg2" | Unknown route-map component "tSTRr" + Unknown route-map component "tSTR3" |  |  |

|  | Unknown route-map component "tABZg+1" | Unknown route-map component "tSTR2+4" | Unknown route-map component "tSTRc3" + Unknown route-map component "tCONTg" |  |

|  | Unknown route-map component "tINT" | Unknown route-map component "tKRW+l" + Unknown route-map component "tSTRc1" | Unknown route-map component "tKRWr" + Unknown route-map component "tSTR+4" |  |

|  | Unknown route-map component "tSTR" | Unknown route-map component "tSTR" | Unknown route-map component "tINT" |  |

|  | Unknown route-map component "etHST" + Unknown route-map component "HUBaq" | Unknown route-map component "etHST" + Unknown route-map component "HUBeq" | Unknown route-map component "tSTR" |  |

|  | Unknown route-map component "tSTRe" | Unknown route-map component "tCONTf" | Unknown route-map component "tSTR" |  |

| Unknown route-map component "CONTgq" | Junction both to and from right |  | Unknown route-map component "tSTR" |  |

|  | Straight track |  | Unknown route-map component "tINT" |  |

|  | Station on track |  | Unknown route-map component "tSTRe" |  |

|  | Unknown route-map component "ABZg2" | Unknown route-map component "STRc3" | Interchange on track |  |

|  | Unknown route-map component "STR+c1" | Unknown route-map component "exSTRl+4" + Unknown route-map component "STR2+4" | Unknown route-map component "extSTRa@gq" + Unknown route-map component "STR+c3" | Unknown route-map component "extSTR+r" |

|  | Straight track | Unknown route-map component "STRc1" | Unknown route-map component "ABZg+4" | Unknown route-map component "extSTR" |

|  | Straight track |  | Station on track | Unknown route-map component "extSTR" |

|  | Continuation forward |  | Straight track | Unknown route-map component "extSTR" |

|  |  | Unknown route-map component "STRc2" | Unknown route-map component "ABZg3" | Unknown route-map component "extSTR" |

|  |  | Unknown route-map component "STR+1" | Unknown route-map component "eHST" + Unknown route-map component "STRc4" | Unknown route-map component "extSTR" |

|  |  | Stop on track | Straight track | Unknown route-map component "extSTR" |

|  | Unknown route-map component "CONTgq" | Unknown route-map component "KRZo" | One way rightward + Unknown route-map component "extSTRc2" | Unknown route-map component "extSTR3" |

|  |  | Stop on track + Unknown route-map component "exSTRc2" | Unknown route-map component "extSTR3+1e" | Unknown route-map component "extSTRc4" |

|  |  | Unknown route-map component "eABZg+1" | Unknown route-map component "exSTRc4" |  |

|  |  | Stop on track |

|  |  | Unknown route-map component "kABZg2" |

|  | Unknown route-map component "CONTgq" | Unknown route-map component "KRZo+k1" | Unknown route-map component "kABZq+4" | Unknown route-map component "CONTfq" |

|  |  | Stop on track |

|  |  | Unknown route-map component "eABZg+l" | Unknown route-map component "exCONTfq" |  |

|  |  | Unknown route-map component "tHSTa@f" |

|  |  | Unknown route-map component "tHST" |

|  |  | Unknown route-map component "tINT" |

|  |  | Unknown route-map component "tSTRe" |

|  |  | Unknown route-map component "eHST" |

|  |  | Unknown route-map component "eHST" |

|  |  | Unknown route-map component "eHST" |

|  |  | Unknown route-map component "tHSTa@f" |

|  |  | Unknown route-map component "tINT" |

|  |  | Unknown route-map component "tSTRe" |

|  |  | Unknown route-map component "eHST" |

|  |  | Stop on track |

|  |  | Unknown route-map component "eABZgl" | Unknown route-map component "exCONTfq" |  |

|  |  | Stop on track |

|  |  | Unknown route-map component "eHST" |

|  |  | Stop on track |

|  |  | Stop on track |

|  |  | Stop on track |

|  |  | Interchange on track |

|  |  | Unknown route-map component "eHST" |

|  |  | Unknown route-map component "eHST" |

|  |  | Station on track |

|  |  | Continuation forward |